# クル族 (リベリア)

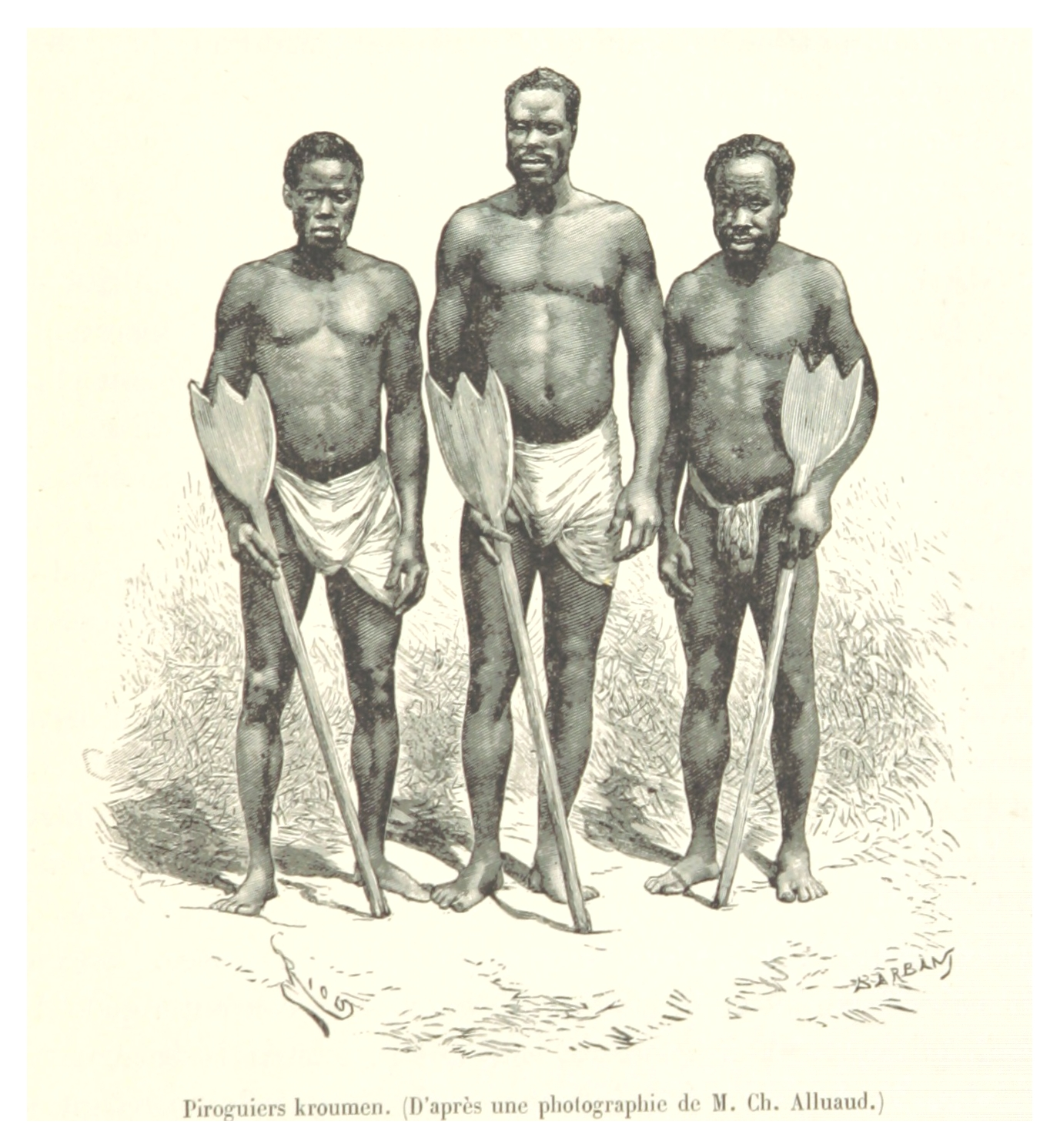
クル族の男性 (1892年)

クル族 (クルぞく、Kru people, クルーとも) は、リベリア内陸部に居住する民族集団。隣国のシエラレオネとコートジボワールにもいる。その歴史は、強い部族意識と、占領への抵抗の歴史である。
もともとクル族は、初期の奴隷貿易商たちの間では、奴隷狩りに反抗する忌々しい部族として知られていた。こうした評判もあり、逃亡や自殺を試みることも多かったことから、クル族の奴隷としての価値は、他のアフリカ人たちよりも低かった。
現在のリベリアの一部が独立国メリーランド共和国として存在していたころ(1854年 - 1857年)、貿易を支配しようとしていたメリーランドの入植者たちに対し、クル族は様々な形で抵抗を続けていたが、1856年にはグレボ族と結んで入植者たちに戦争をしかけた。メリーランドはリベリアの軍事支援を得て反攻し、この抵抗は失敗に終わるが、この戦争を機にメリーランドはリベリアに併合されることになった。
クル族は、グレボ族の一派で海岸部に住むクルメン族とは別の集団であるが、クルメン族も「クル族」と呼ばれることがしばしばあり、混同されやすい。
クル族は、リベリアの数多い民族集団のひとつであり、人口の7パーセントを占めている。クル諸語 (Kru languages) は、リベリアでは大きな言語集団となっている。クル族は、リベリアの社会・政治活動において、クラーン族(Krahn)、マノ族 (Mano) と並んで3つの主要な先住民集団のひとつとなっている。
クル族の著名人としては、1990年代に活躍したサッカー選手ジョージ・ウェアや、幼少時には「カブー (Kaboo)」という名だった福音伝道者サミュエル・モリス(Samuel Morris)などがいる。リベリア共和国大統領エレン・ジョンソン・サーリーフは、クル族、ゴラ族(Gola)、ドイツ系の血を引いている。モンロビア市長のメアリ・ブロー(Mary Broh)は、クル族とバッサ族(Bassa)の血を引いている。モンロビアのクル族地区の知事だったトーマス・ニメン・ボートー他、1952年の大統領選挙ではクル族のディドフー・トェ（Welleh Didwho Twe）が大統領候補として出馬し、アメリコ・ライベリアンのウィリアム・タブマン大統領の対抗馬だった。